# Station Templecombe
Templecombe is een spoorwegstation van National Rail in Templecombe, South Somerset in Engeland. Het station is eigendom van Network Rail en wordt beheerd door South Western Railway. 